# Association Aéronautique et Astronautique de France
El Association Aéronautique et Astronautique de France (3AF) es una institución mundial que trabaja con los diversos aspectos de los viajes espaciales. Fue fundada en 1971.
Académicos, fabricantes de productos, proveedores de servicios y otros profesionales aeroespaciales civiles y militares globales están representados en 3AF. La sede de la organización está en París.

## Miembros conocidos
- Paul Andreu, arquitecto francés
- Jean-François Clervoy, astronauta francés que trabaja para la ESA
- Hubert Curien, físico francés y figura clave de la política científica europea
- Institut polytechnique des sciences avancées, escuela de ingeniería aeronáutica y aeroespacial